# Christoph von Knobelsdorff

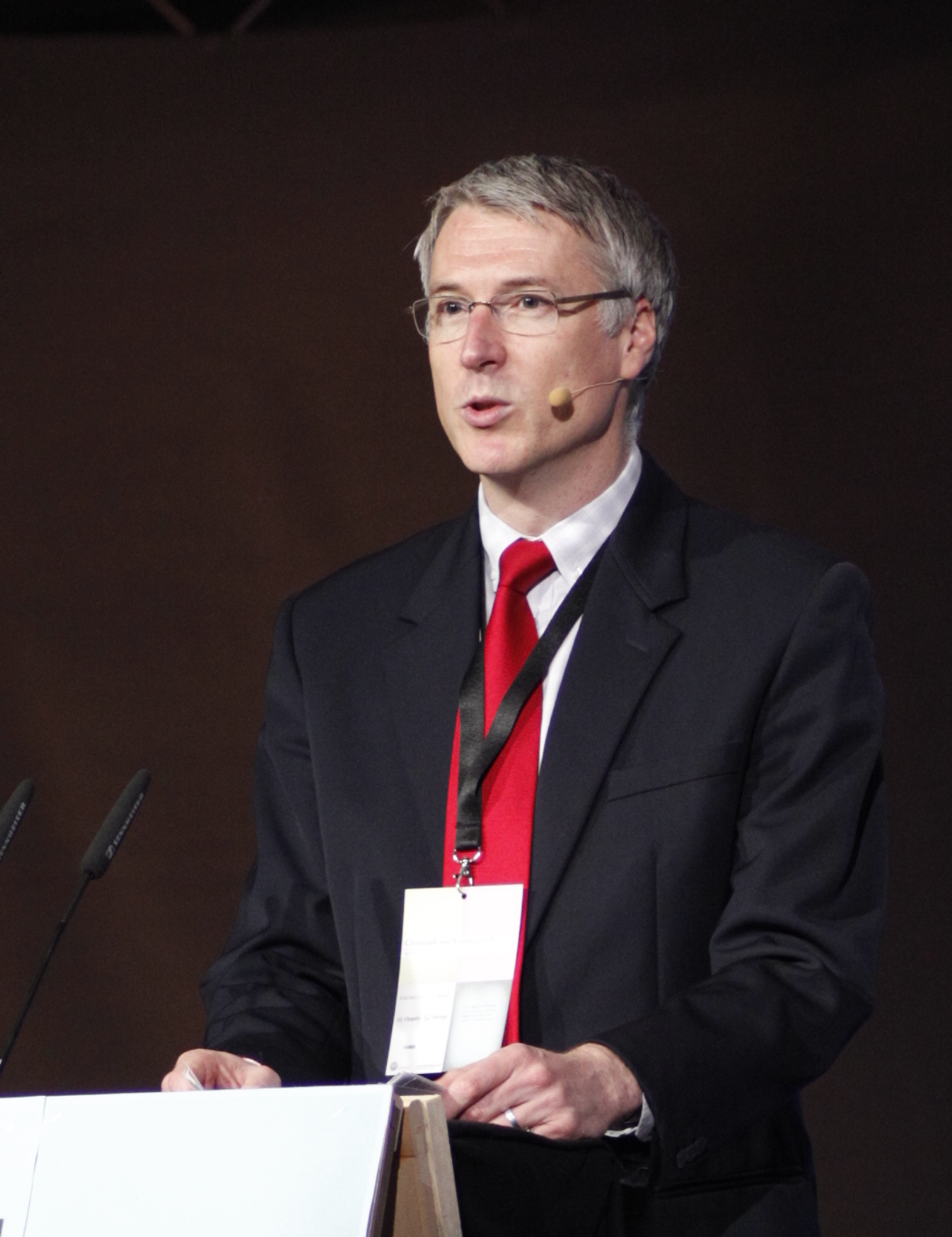
Christoph von Knobelsdorff (2012)

Kurt-Christoph von Knobelsdorff (* 26. Oktober 1967 in Bremen) ist ein deutscher Beamter des Landes Schleswig-Holstein. Er leitet die Abteilung 2 „Wirtschaft“ des Ministeriums für Wirtschaft, Arbeit, Verkehr & Technologie im Amt eines Ministerialdirigenten. Von Dezember 2011 bis Oktober 2012 war er Staatssekretär in der Berliner Senatsverwaltung für Wirtschaft, Technologie und Forschung.

## Leben und Beruf
Knobelsdorff wuchs in Franken auf. Nach dem Abitur (1988) und dem in Nürnberg abgeleisteten Grundwehrdienst (1988/89) nahm Knobelsdorff ein Studium der Rechtswissenschaften an der Freien Universität Berlin auf (1989/90). Später wechselte er das Fach und studierte fortan Volkswirtschaftslehre. Im Dezember 1995 schloss er seine akademische Ausbildung als Diplom-Volkswirt ab. Begleitend besuchte er 1993 die Modern Drum School in Idar-Oberstein.
Von 1996 bis 1997 war Knobelsdorff als selbständiger Musiker tätig, danach wurde er wissenschaftlicher Mitarbeiter des Bundestagsabgeordneten Oswald Metzger (damals Bündnis 90/Die Grünen). Von 2000 bis 2006 arbeitete er beim Deutschen Industrie- und Handelskammertag (DIHK) in Berlin, zunächst als Leiter des Referats für Öffentliche Finanzen und Realsteuern, ab 2004 als Büroleiter des DIHK-Präsidenten Ludwig Georg Braun. Danach war er für zweieinhalb Jahre Bundesgeschäftsführer des Interessenverbandes Die Familienunternehmer – ASU. Im November 2008 wechselte Knobelsdorff zur Industrie- und Handelskammer zu Berlin und war dort bis zu seiner Ernennung zum Staatssekretär Geschäftsführer Aus- und Weiterbildung.
Ab 2019 war Knobelsdorff Geschäftsführer der Nationale Organisation Wasserstoff- und Brennstoffzellentechnologie (NOW GmbH). Durch Mittelkürzungen im Zuge des Urteils des Bundesverfassungsgerichts zum Nachtragshaushalt 2021 und der Neuausrichtung der NOW GmbH zu Elektromobilität zusammen mit den Compliance-Vorwürfen gegen den befreundeten Klaus Bonhoff wurde Knobelsdorff im September 2024 als Geschäftsführer abberufen.
Kurt-Christoph von Knobelsdorff hat vier Töchter.

## Politik
Vom Dezember 2011 bis Oktober 2012 war Knobelsdorff als Nachfolger von Jens-Peter Heuer Staatssekretär in der von Sybille von Obernitz (parteilos, für CDU) geführten Senatsverwaltung für Wirtschaft, Technologie und Forschung.